# Siam Shade IX A-Side Collection
Siam Shade IX A-Side Collection é uma coletânea da banda japonesa Siam Shade, contendo todos os singles lançados e mais três canções inéditas. Foi lançado em 6 de Março de 2002.

## Desempenho comercial
Alcançou a 20ª posição na Oricon Albums Chart, ficando na parada por três semanas.

## Faixas
|    | Título                     | Letra                | Música        |
| -- | -------------------------- | -------------------- | ------------- |
| 1  | Rain                       | Hideki               | Daita         |
| 2  | Time's                     | Hideki               | Hideki        |
| 3  | Why Not?                   | Kazuma               | Kazuma        |
| 4  | Risk                       | Hideki; Matsui Gorou | Hideki        |
| 5  | Passion                    | Hideki               | Hideki        |
| 6  | 1/3 no Junjou na Kanjou    | Hideki               | Daita         |
| 7  | Glacial Love               | Hideki               | Hideki        |
| 8  | Dreams                     | Hideki               | Daita         |
| 9  | Never End                  | Hideki               | Daita         |
| 10 | Kumori Nochi Hare          | Hideki               | Daita; Hideki |
| 11 | Black                      | Hideki               | Hideki        |
| 12 | 1999                       | Kazuma               | Kazuma        |
| 13 | Setsunasa Yori mo Tooku he | Hideki               | Hideki        |
| 14 | Life                       | Siam Shade           | Siam Shade    |
| 15 | Adrenalin                  | Hideki               | Hideki        |
| 16 | Love                       | Hideki               | Daita         |

## Singles

### Life
- Life é décimo quarto single da banda Siam Shade, tendo sido lançado em 11 de Abril de 2001.

#### Faixas do Álbum
- - 01 Life
  - 02 Blue Fang
  - 03 Jidai da toka ryuko da toka yoku wakannekedo yo ha kakkoyokerya sore de iinjaneno
  - 04 Jumping Junkie

### Adrenalin
- Adrenalin é o décimo quinto single da banda Siam Shade, tendo sido lançado em 27 de Setembro de 2001.

#### Faixas do Álbum
- - 01 Adrenalin
  - 02 Get Out

### Love
- Love é o último single da banda Siam Shade, sendo lançado em 28 de Novembro de 2001.

#### Faixas do Álbum
- - 01 Love
  - 02 Over the Rainbow